# Bylderup-Bov
Bylderup-Bov (deutsch Bülderup-Bau) ist ein Ort im Südosten der süddänischen Aabenraa Kommune im Bylderup Sogn mit 1317 Einwohnern (1. Januar 2023). Bylderup-Bov ist (Luftlinie) etwa 8 km von der deutsch-dänischen Grenze entfernt und liegt etwa 10 km westlich von Tinglev, 14 km östlich von Tønder, 23 km südwestlich von Aabenraa und 24 km nordöstlich der deutschen Stadt Niebüll.

## Verkehr
Der Ort hatte einen Bahnhof an der Bahnstrecke Tønder–Tinglev. Der Personenverkehr wurde 1971 eingestellt.

## Sehenswürdigkeiten
Im Zentrum des Ortes befindet sich die um 1200 erbaute Bylderup Kirke.

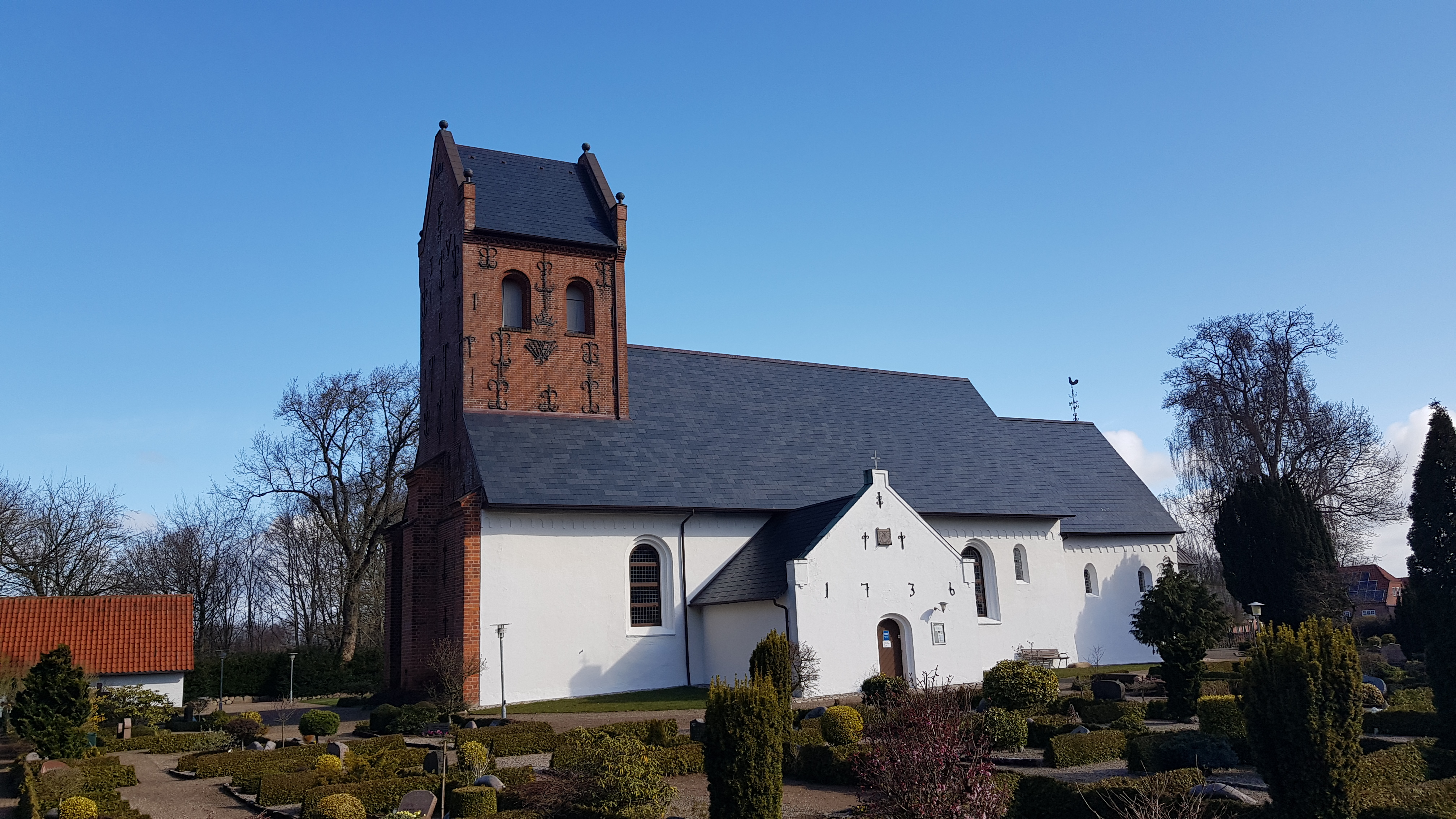
Bylderup Kirke

## Galerie

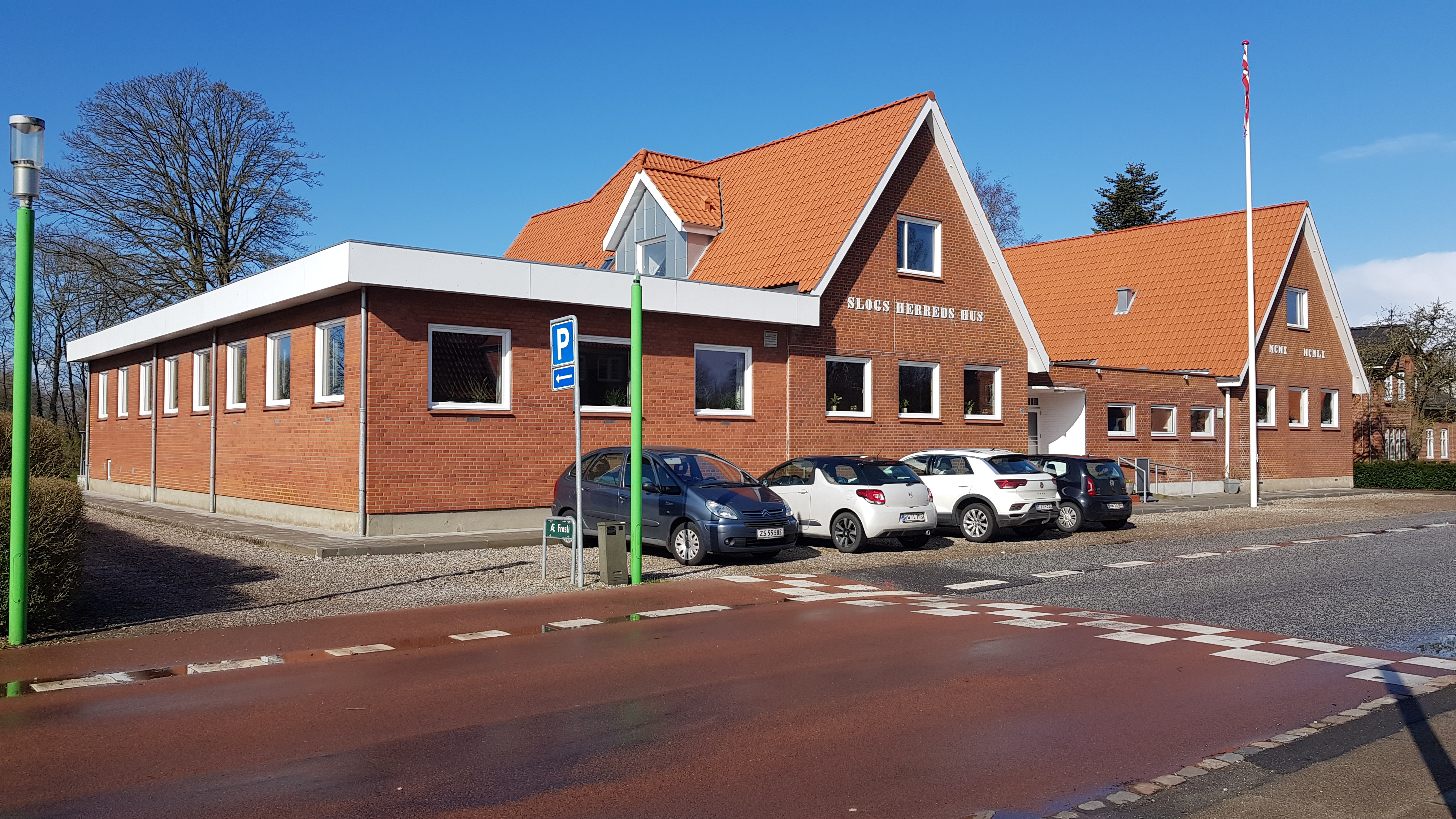
Slogs Herreds Hus (Versammlungshaus, benannt nach der ehemaligen Harde)
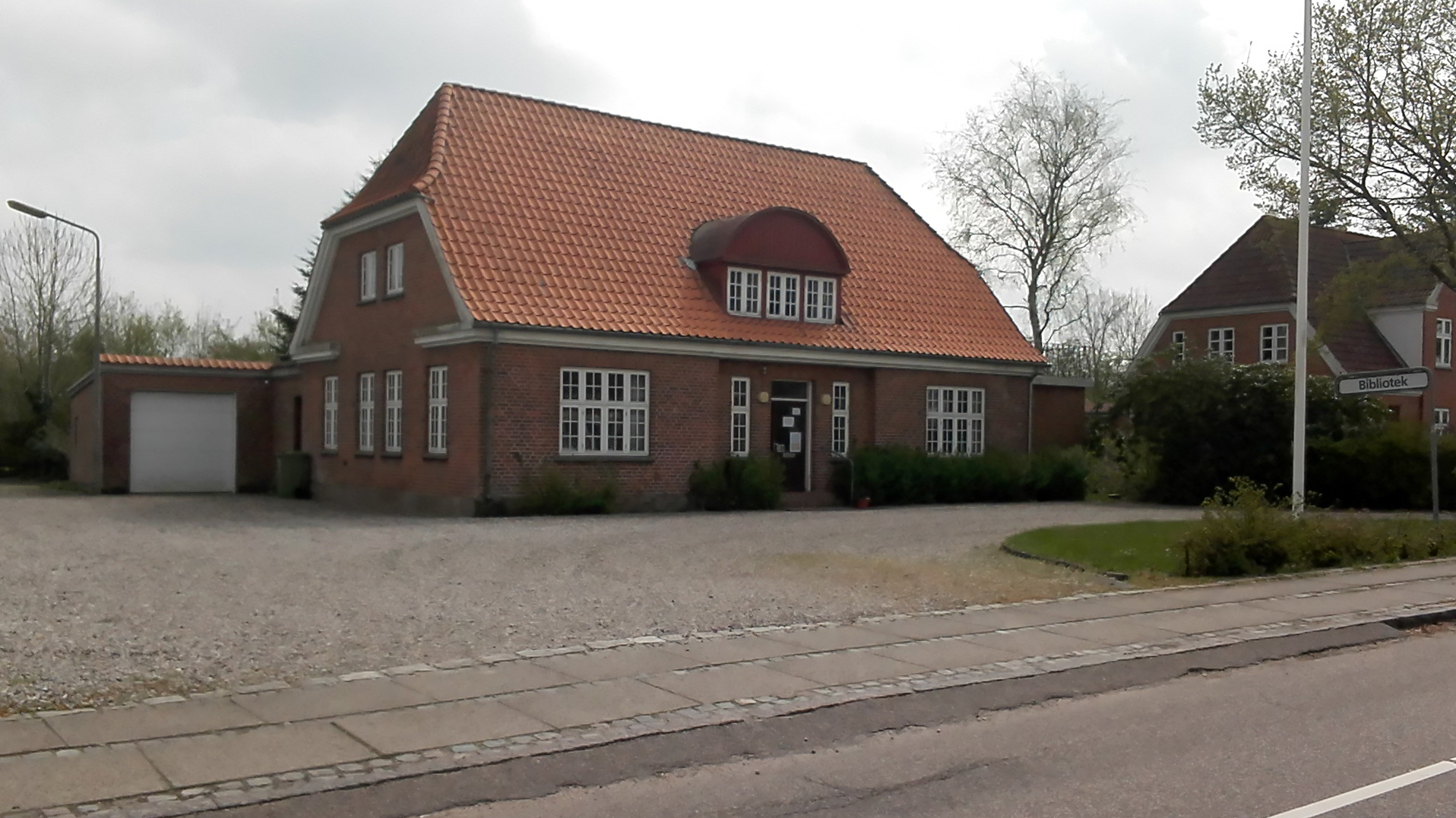
Bylderup Bibliotek
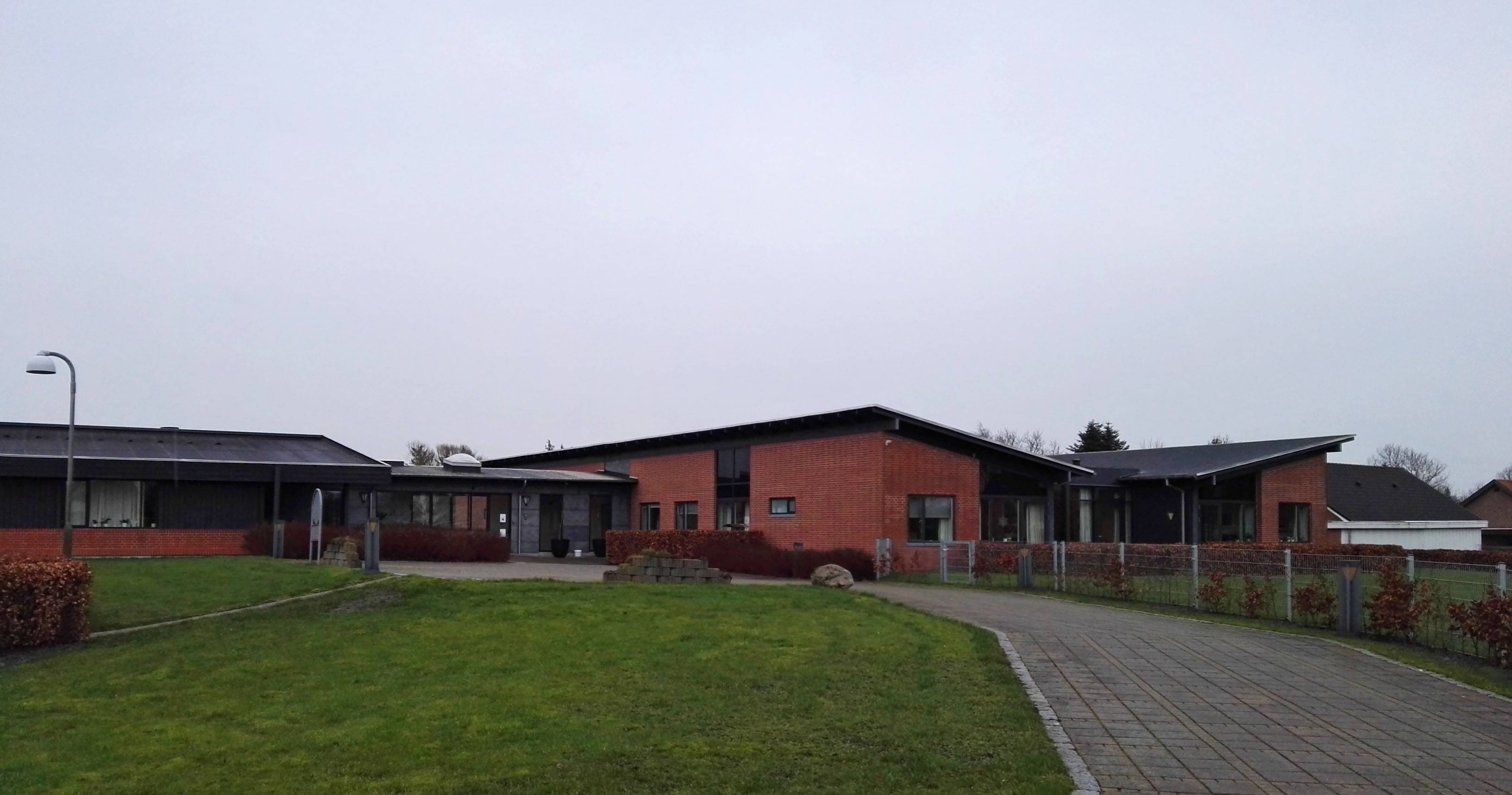
Bylderup Plejehjem (Pflegeheim)
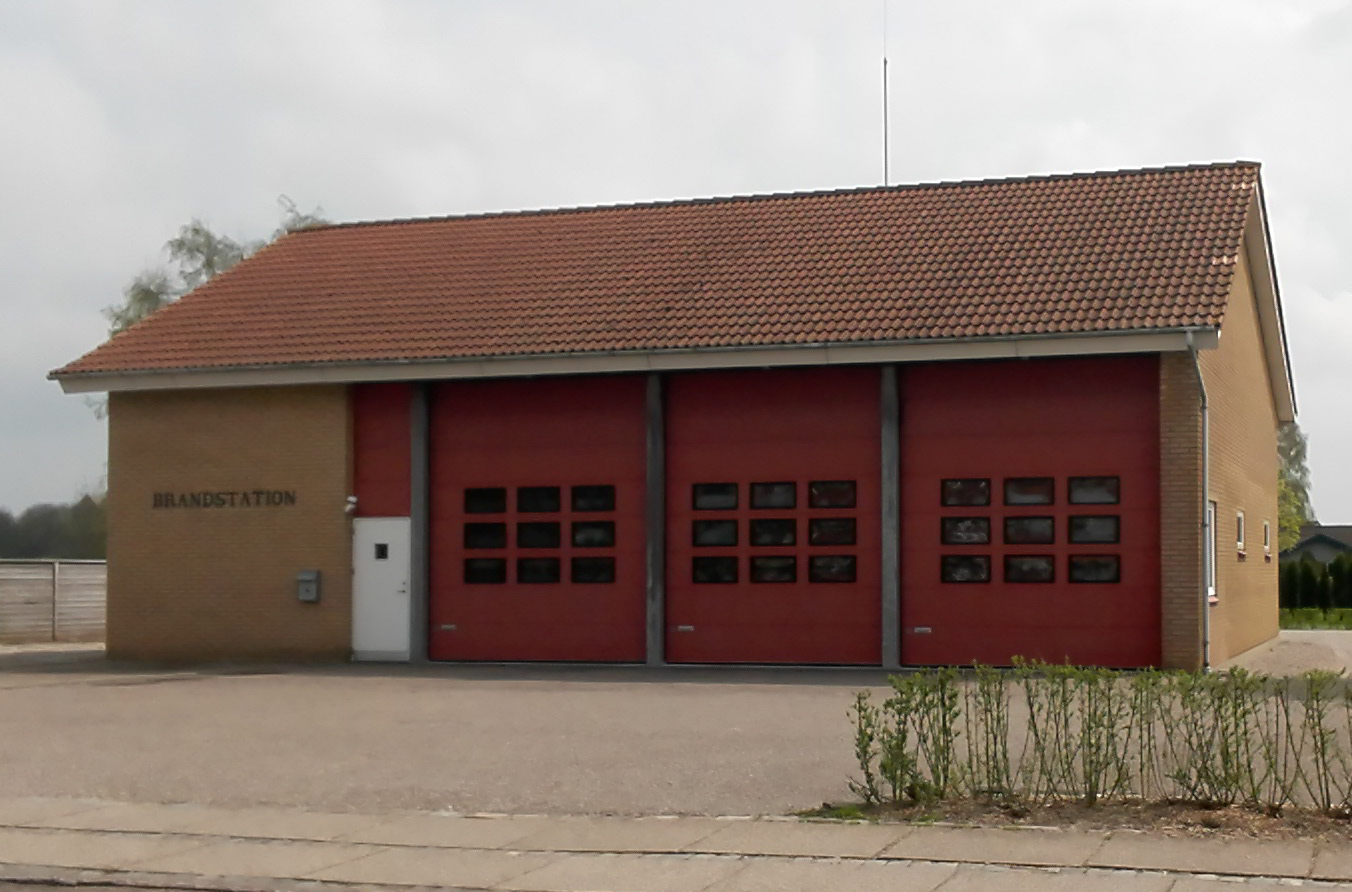
Bylderup Brandstation
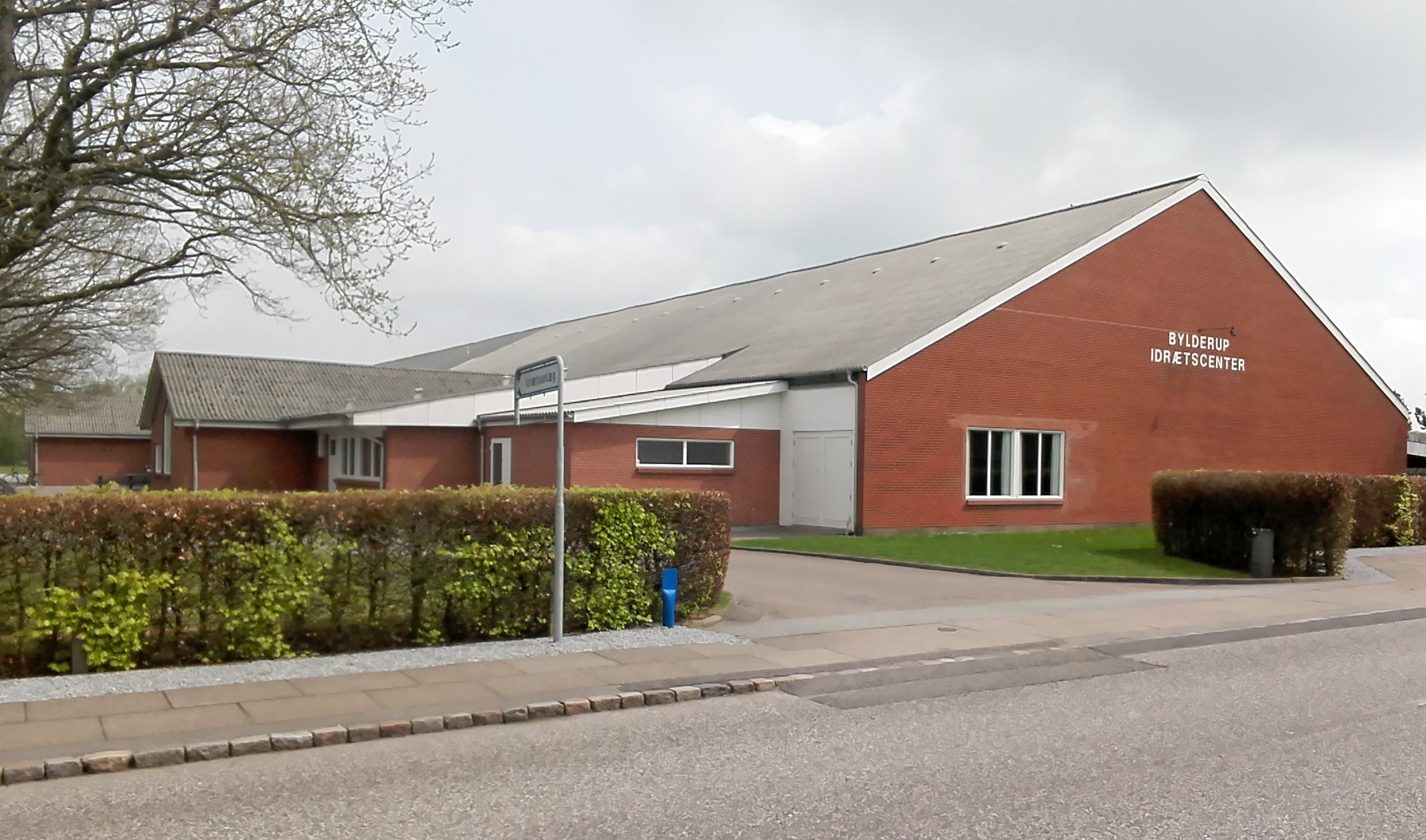
Bylderup Idrætscenter (Sportzentrum)
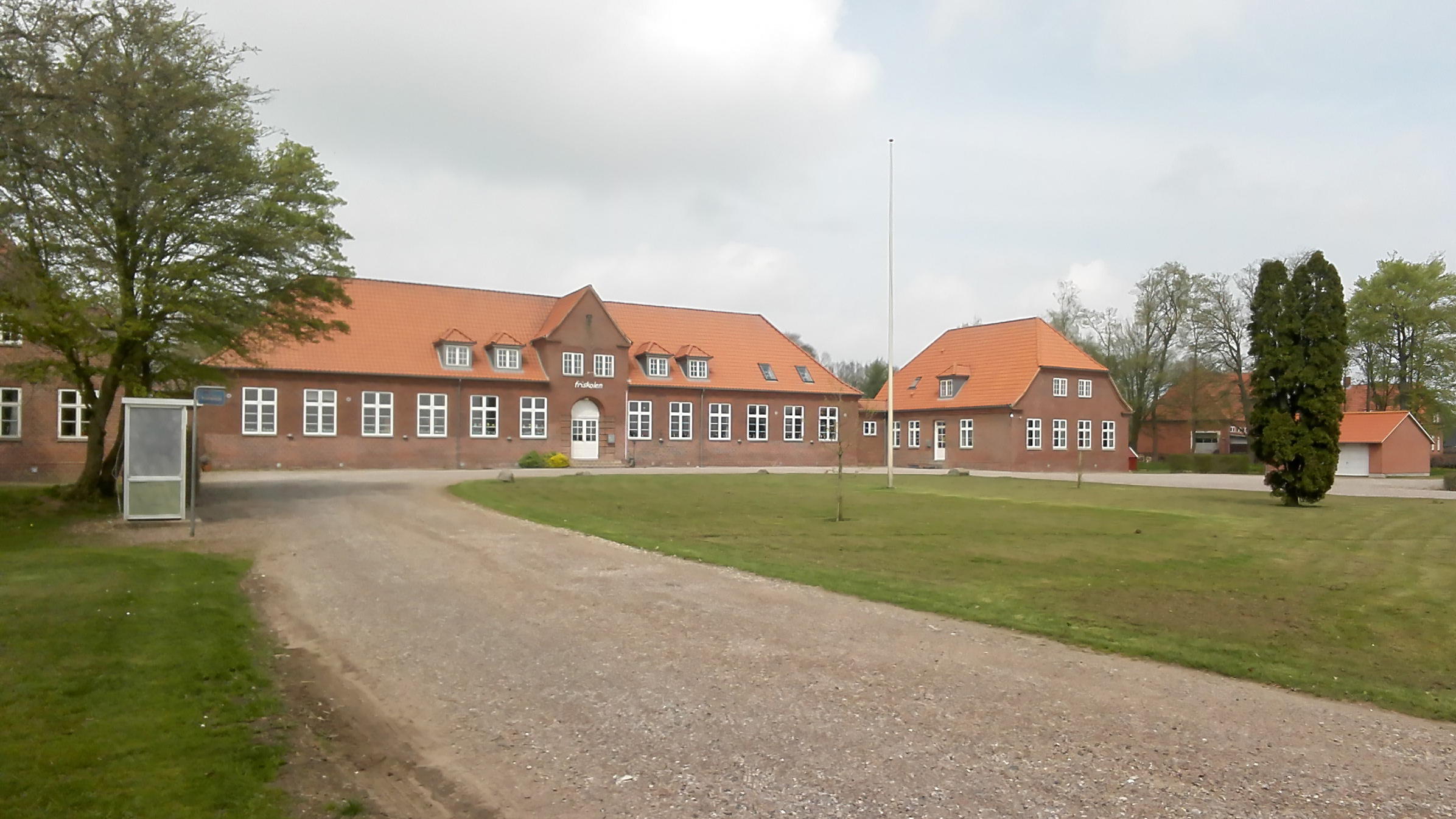
Bylderup-Bov Kristne Friskole (Privatschule)
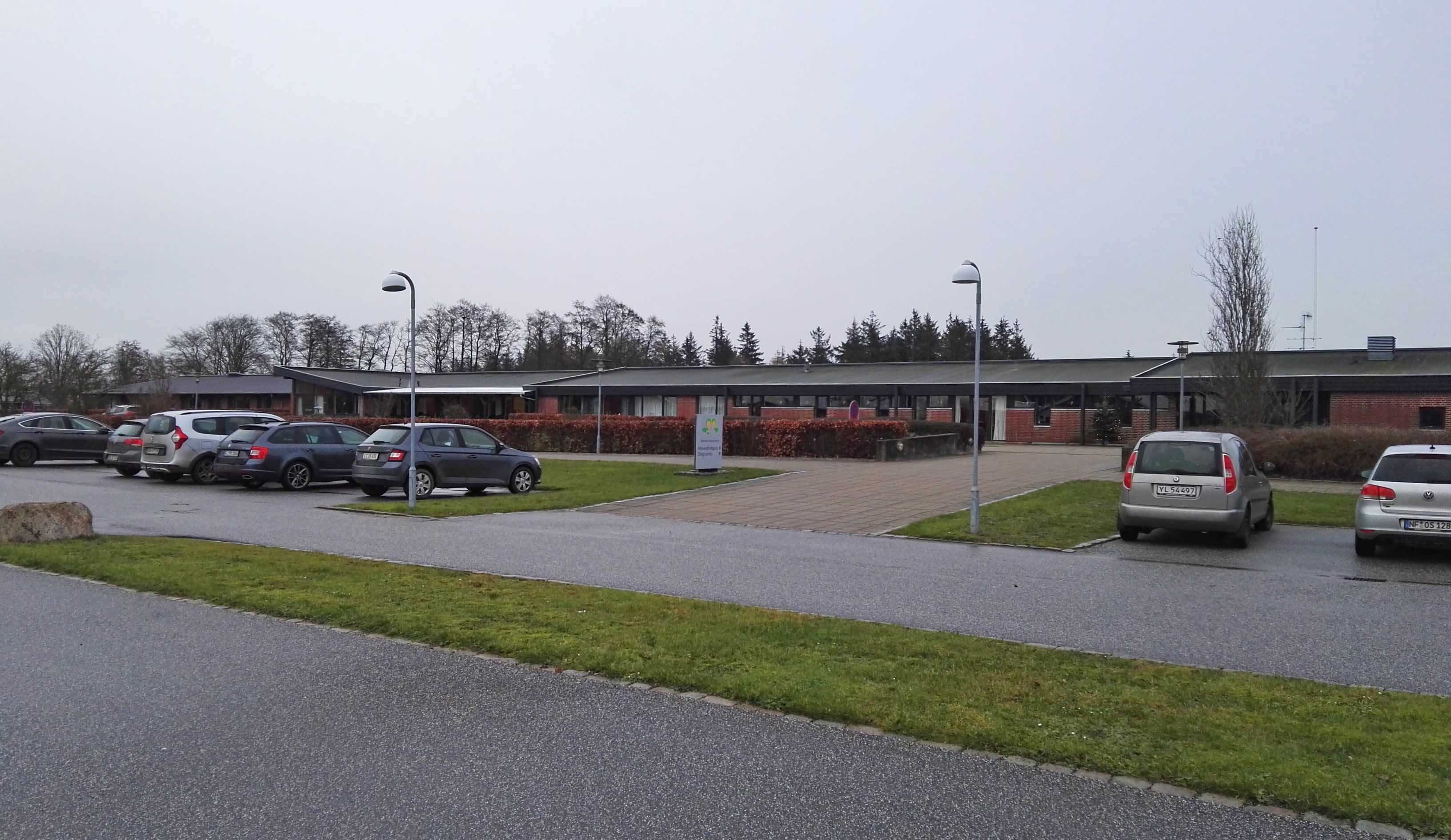
Bylderup Dagcenter
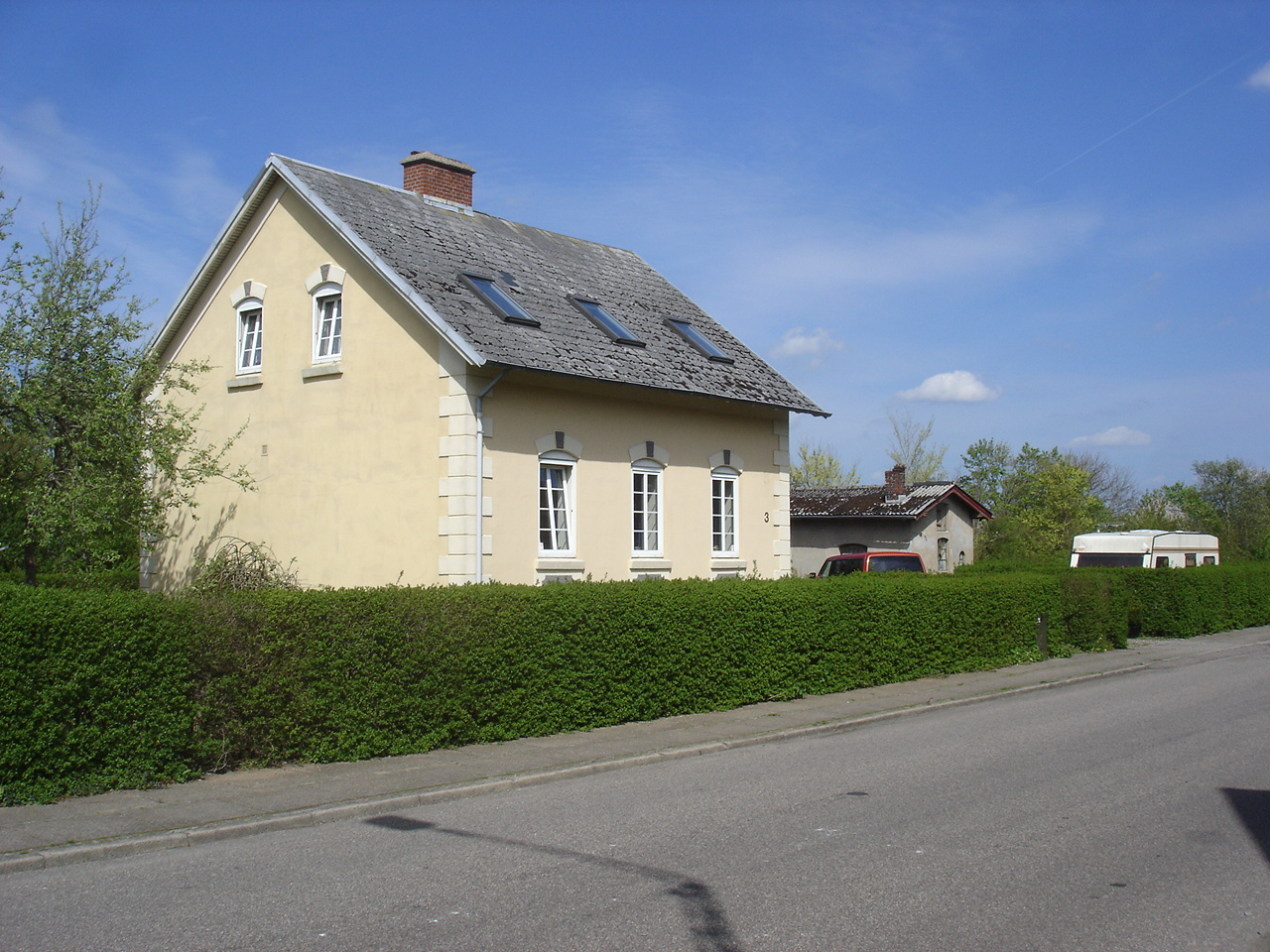
Bahnhof Bylderup-Bov (stillgelegt, zum Teil abgerissen)
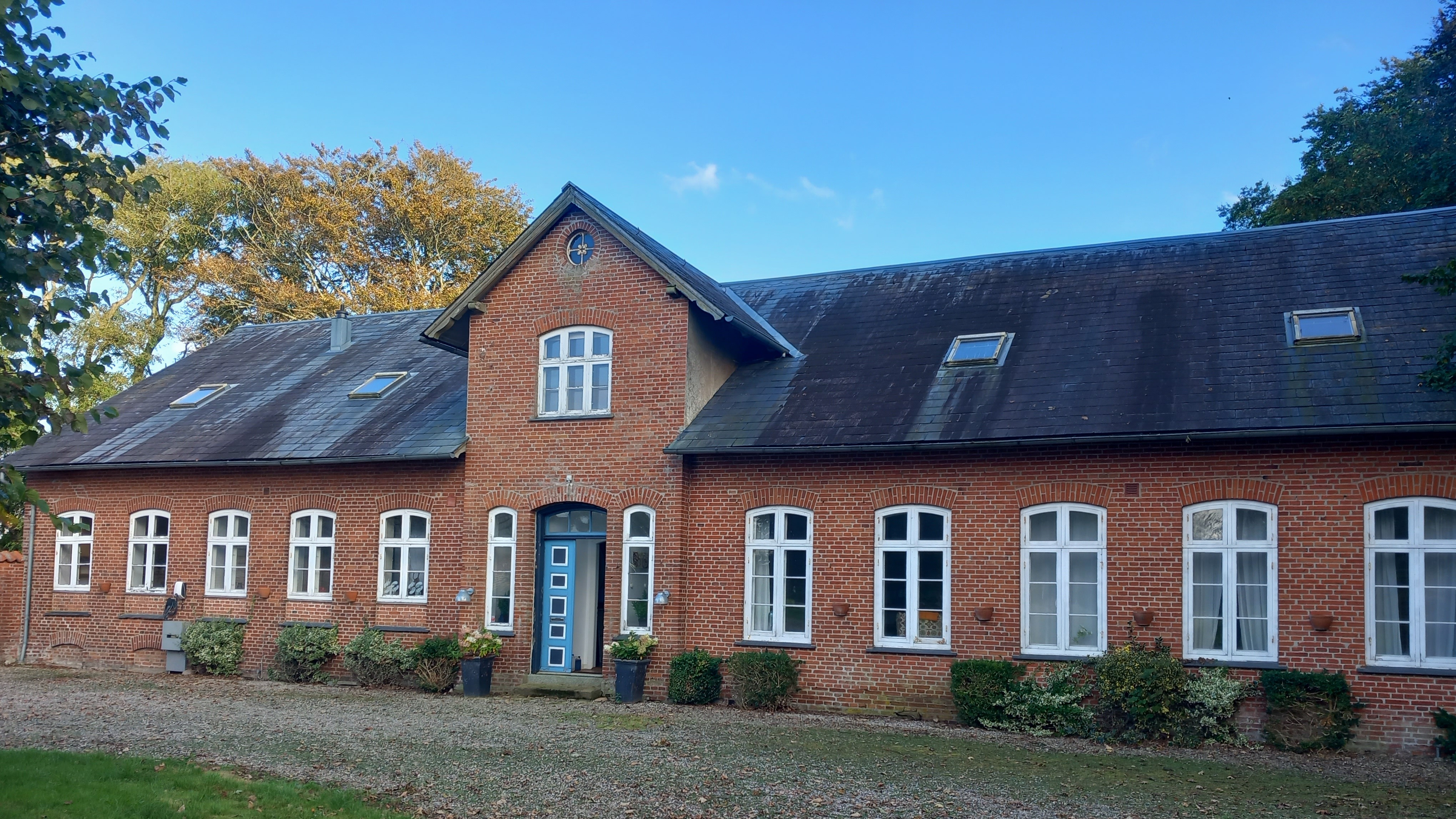
Pfarrhaus Lendemark (erbaut 1850, ursprünglich als Dreiseitenhof)